# Go to Heaven
| Recensione       | Giudizio |
| ---------------- | -------- |
| Allmusic         | [ 1 ]    |
| Robert Christgau | C        |
| Rolling Stone    | Negativo |
| Piero Scaruffi   | [ 4 ]    |

Go to Heaven è l'undicesimo album in studio del gruppo rock statunitense Grateful Dead, pubblicato nel 1980.

## Accoglienza
Quando fu pubblicato, Go to Heaven fu accolto da recensioni generalmente negative da parte della critica. Sebbene possa considerarsi una sorta di ritorno alle radici della band con sonorità maggiormente rock, il disco venne descritto come un tentativo mainstream e una "svendita commerciale" da parte di molti recensori. La voce di Mydland ricordò Michael McDonald ad alcuni critici che paragonarono il "soft rock californiano" dei Grateful Dead di Go to Heaven, alla direzione stilistica intrapresa da gruppi come i Doobie Brothers.

## Tracce
Lato 1
1. Alabama Getaway – 3:36
2. Far from Me – 3:40
3. Althea – 6:51
4. Feel Like a Stranger – 5:07

Lato 2
1. Lost Sailor – 5:54
2. Saint of Circumstance – 5:40
3. Antwerp's Placebo (The Plumber) – 0:38
4. Easy to Love You – 3:40
5. Don't Ease Me In – 3:13

## Formazione
- Jerry Garcia - chitarra, voce
- Bob Weir - chitarra, voce
- Phil Lesh - basso
- Brent Mydland - tastiere, voce
- Mickey Hart - batteria
- Bill Kreutzmann - batteria